# Roger Duquesnoy
Roger Duquesnoy (Sainghin-en-Mélantois, 3 marzo 1948 – Saint-Boès, 13 agosto 2012) è stato un cestista francese.

## Carriera
Con la Francia ha disputato i Campionati europei del 1977.